# Medalhistas olímpicos do halterofilismo (masculino)
Esta lista reúne os homens medalhistas olímpicos do halterofilismo.
Para as medalhistas, veja: Medalhistas olímpicos do halterofilismo (feminino)

## Por categoria de peso

### Mosca
- –52 kg (1972–1992)
- –54 kg (1996)
- Descontinuado (2000)

| Evento           | Ouro                   | Prata               | Bronze                 |       |
| ---------------- | ---------------------- | ------------------- | ---------------------- | ----- |
| Munique 1972     | POL Zygmunt Smalcerz   | HUN Lajos Szűcs     | HUN Sándor Holczreiter | [ 1 ] |
| Montreal 1976    | URS Aleksandr Vorônin  | HUN György Kőszegi  | IRI Mohammad Nassiri   | [ 2 ] |
| Moscou 1980      | URS Kanibek Osmonaliev | PRK Ho Bong-choi    | PRK Han Gyong-si       | [ 3 ] |
| Los Angeles 1984 | CHN Zeng Guoqiang      | CHN Zhou Peishun    | JPN Kazushito Manabe   | [ 4 ] |
| Seul 1988        | BUL Sevdalin Marinov   | KOR Chun Byung-kwan | CHN He Zhuoqiang       | [ 5 ] |
| Barcelona 1992   | BUL Ivan Ivanov        | CHN Lin Qisheng     | ROU Traian Cihărean    | [ 6 ] |
| Atlanta 1996     | TUR Halil Mutlu        | CHN Zhang Xiangsen  | BUL Sevdalin Mintchev  | [ 7 ] |

### Galo
- –56 kg (1948–1992)
- –59 kg (1996)
- –56 kg (2000–2016)
- –61 kg (2020)
- Descontinuado (2024)

| Evento                | Ouro                 | Prata                 | Bronze                 |               |
| --------------------- | -------------------- | --------------------- | ---------------------- | ------------- |
| Londres 1948          | USA Joseph DePietro  | GBR Julian Creus      | USA Richard Tom        |               |
| Helsinque 1952        | URS Ivan Udodov      | IRI Mahmoud Namjoo    | IRI Ali Mirzaei        |               |
| Melbourne 1956        | USA Charles Vinci    | URS Vladimir Stogov   | IRI Mahmoud Namjoo     |               |
| Roma 1960             | USA Charles Vinci    | JPN Yoshinobu Miyake  | IRI Esmaeil Elmkhah    |               |
| Tóquio 1964           | URS Aleksei Vakhonin | HUN Imre Földi        | JPN Shiro Ishinoseki   |               |
| Cidade do México 1968 | IRI Mohammad Nassiri | HUN Imre Földi        | POL Henryk Trębicki    |               |
| Munique 1972          | HUN Imre Földi       | IRI Mohammad Nassiri  | URS Guennadi Chetin    | [ 1 ]         |
| Montreal 1976         | BUL Norair Nurikian  | POL Grzegorz Cziura   | JPN Kenkichi Ando      | [ 2 ]         |
| Moscou 1980           | CUB Daniel Núñez     | URS Iurik Sarkissian  | POL Tadeusz Dembonczyk | [ 3 ]         |
| Los Angeles 1984      | CHN Wu Shude         | CHN Lai Runming       | JPN Masahiro Kotaka    | [ 4 ]         |
| Seul 1988             | URS Oksen Mirzoian   | CHN He Yingqiang      | CHN Liu Shoubin        | [ 5 ]         |
| Barcelona 1992        | KOR Chun Byung-kwan  | CHN Liu Shoubin       | CHN Luo Jianming       | [ 6 ]         |
| Atlanta 1996          | CHN Tang Lingsheng   | GRE Leonidas Sampanis | BUL Nikolai Pechalov   | [ 7 ]         |
| Sydney 2000           | TUR Halil Mutlu      | CHN Wu Wenxiong       | CHN Zhang Xiangxiang   | [ 8 ]         |
| Atenas 2004           | TUR Halil Mutlu      | CHN Wu Meijin         | TUR Sedat Artuç        | [ 9 ]         |
| Pequim 2008           | CHN Long Qingquan    | VIE Hoàng Anh Tuấn    | INA Eko Yuli Irawan    | [ 10 ]        |
| Londres 2012          | PRK Om Yun-chol      | CHN Wu Jingbiao       | VIE Trần Lê Quốc Toàn  | [ 11 ] [ 12 ] |
| Rio 2016              | CHN Long Qingquan    | PRK Om Yun-chol       | THA Sinphet Kruaithong | [ 13 ]        |
| Tóquio 2020           | CHN Li Fabin         | INA Eko Yuli Irawan   | KAZ Igor Son           | [ 14 ]        |

### Pena
- –60 kg (1920–1992)
- –64 kg (1996)
- –62 kg (2000–2016)
- –67 kg (2020)
- –61 kg (2024)

| Evento                | Ouro                    | Prata                    | Bronze                   |        |
| --------------------- | ----------------------- | ------------------------ | ------------------------ | ------ |
| Antuérpia 1920        | BEL Frans De Haes       | EST Alfred Schmidt       | SUI Eugène Ryther        |        |
| Paris 1924            | ITA Pierino Gabetti     | AUT Andreas Stadler      | SUI Arthur Reinmann      |        |
| Amsterdã 1928         | AUT Franz Andrysek      | ITA Pierino Gabetti      | GER Hans Wölpert         |        |
| Los Angeles 1932      | FRA Raymond Suvigny     | GER Hans Wölpert         | USA Anthony Terlazzo     |        |
| Berlim 1936           | USA Anthony Terlazzo    | EGY Saleh Soliman        | EGY Ibrahim Shams        |        |
| Londres 1948          | EGY Mahmoud Fayad       | TRI Rodney Wilkes        | IRI Jafar Salmasi        |        |
| Helsinque 1952        | URS Rafael Tchimichkian | URS Nikolai Saksonov     | TRI Rodney Wilkes        |        |
| Melbourne 1956        | USA Isaac Berger        | URS Ievgueni Minaiev     | POL Marian Zieliński     |        |
| Roma 1960             | URS Ievgueni Minaiev    | USA Isaac Berger         | ITA Sebastiano Mannironi |        |
| Tóquio 1964           | JPN Yoshinobu Miyake    | USA Isaac Berger         | POL Mieczysław Nowak     |        |
| Cidade do México 1968 | JPN Yoshinobu Miyake    | URS Dito Chanidze        | JPN Yoshiyuki Miyake     |        |
| Munique 1972          | BUL Norair Nurikian     | URS Dito Chanidze        | HUN János Benedek        | [ 1 ]  |
| Montreal 1976         | URS Nikolai Kolesnikov  | BUL Georgi Todorov       | JPN Kazumasa Hirai       | [ 2 ]  |
| Moscou 1980           | URS Viktor Mazin        | BUL Stefan Dimitrov      | POL Marek Seweryn        | [ 3 ]  |
| Los Angeles 1984      | CHN Chen Weiqiang       | ROU Gelu Radu            | TPE Tsai Wen-yee         | [ 4 ]  |
| Seul 1988             | TUR Naim Süleymanoğlu   | BUL Stefan Topurov       | CHN Ye Huanming          | [ 5 ]  |
| Barcelona 1992        | TUR Naim Süleymanoğlu   | BUL Nikolai Pechalov     | CHN He Yingqiang         | [ 6 ]  |
| Atlanta 1996          | TUR Naim Süleymanoğlu   | GRE Valerios Leonidis    | CHN Xiao Jiangang        | [ 7 ]  |
| Sydney 2000           | CRO Nikolaj Pešalov     | GRE Leonidas Sampanis    | BLR Guennadi Oleshchuk   | [ 8 ]  |
| Atenas 2004           | CHN Shi Zhiyong         | CHN Le Maosheng          | VEN Israel Rubio         | [ 9 ]  |
| Pequim 2008           | CHN Zhang Xiangxiang    | COL Diego Salazar        | INA Triyatno             | [ 10 ] |
| Londres 2012          | PRK Kim Un-guk          | COL Óscar Figueroa       | INA Eko Yuli Irawan      | [ 11 ] |
| Rio 2016              | COL Óscar Figueroa      | INA Eko Yuli Irawan      | KAZ Farkhad Kharki       | [ 13 ] |
| Tóquio 2020           | CHN Chen Lijun          | COL Luis Javier Mosquera | ITA Mirko Zanni          | [ 14 ] |
| Paris 2024            | CHN Li Fabin            | THA Theerapong Silachai  | USA Hampton Morris       | [ 15 ] |

### Leve
- –67,5 kg (1920–1992)
- –70 kg (1996)
- –69 kg (2000–2016)
- –73 kg (2020–2024)

| Evento                | Ouro                     | Prata                  | Bronze                   |               |
| --------------------- | ------------------------ | ---------------------- | ------------------------ | ------------- |
| Antuérpia 1920        | EST Alfred Neuland       | BEL Louis Williquet    | BEL Florimond Rooms      |               |
| Paris 1924            | FRA Edmond Decottignies  | AUT Anton Zwerina      | TCH Bohumil Durdys       |               |
| Amsterdã 1928         | AUT Hans Haas            | nenhum                 | FRA Fernand Arnout       |               |
| Amsterdã 1928         | GER Kurt Helbig          | nenhum                 | FRA Fernand Arnout       |               |
| Los Angeles 1932      | FRA René Duverger        | AUT Hans Haas          | ITA Gastone Pierini      |               |
| Berlim 1936           | AUT Robert Fein          | nenhum                 | GER Karl Jansen          |               |
| Berlim 1936           | EGY Anwar Mesbah         | nenhum                 | GER Karl Jansen          |               |
| Londres 1948          | EGY Ibrahim Shams        | EGY Attia Hamouda      | GBR James Halliday       |               |
| Helsinque 1952        | USA Tommy Kono           | URS Ievgueni Lopatin   | AUS Vern Barberis        |               |
| Melbourne 1956        | URS Igor Ribak           | URS Ravil Khabutdinov  | KOR Kim Chang-hee        |               |
| Roma 1960             | URS Viktor Buchuiev      | SIN Tan Howe Liang     | IRQ Abdul-Wahid Aziz     |               |
| Tóquio 1964           | POL Waldemar Baszanowski | URS Vladimir Kaplunov  | POL Marian Zieliński     |               |
| Cidade do México 1968 | POL Waldemar Baszanowski | IRI Parviz Jalayer     | POL Marian Zieliński     |               |
| Munique 1972          | URS Mukharbi Kirjinov    | BUL Mladen Kutchev     | POL Zbigniew Kaczmarek   | [ 1 ]         |
| Montreal 1976         | URS Piotr Korol          | FRA Daniel Senet       | POL Kazimierz Czarnecki  | [ 2 ]         |
| Moscou 1980           | BUL Ianko Russev         | GDR Joachim Kunz       | BUL Mintcho Pachov       | [ 3 ]         |
| Los Angeles 1984      | CHN Yao Jingyuan         | ROU Andrei Socaci      | FIN Jouni Grönman        | [ 4 ]         |
| Seul 1988             | GDR Joachim Kunz         | URS Israel Militossian | CHN Li Jinhe             | [ 5 ]         |
| Barcelona 1992        | EUN Israel Militossian   | BUL Ioto Iotov         | GER Andreas Behm         | [ 6 ]         |
| Atlanta 1996          | CHN Zhan Xugang          | PRK Kim Myong-nam      | HUN Attila Feri          | [ 7 ]         |
| Sydney 2000           | BUL Galabin Boevski      | BUL Georgi Markov      | BLR Siarhei Laurenau     | [ 8 ]         |
| Atenas 2004           | CHN Zhang Guozheng       | KOR Lee Bae-young      | CRO Nikolaj Pešalov      | [ 9 ]         |
| Pequim 2008           | CHN Liao Hui             | FRA Vencelas Dabaya    | CUB Yordanis Borrero     | [ 10 ] [ 16 ] |
| Londres 2012          | CHN Lin Qingfeng         | INA Triyatno           | PRK Kim Myong-hyok       | [ 11 ] [ 17 ] |
| Rio 2016              | CHN Shi Zhiyong          | TUR Daniyar Ismayilov  | COL Luis Javier Mosquera | [ 13 ]        |
| Tóquio 2020           | CHN Shi Zhiyong          | VEN Julio Mayora       | INA Rahmat Abdullah      | [ 14 ]        |
| Paris 2024            | INA Rizki Juniansyah     | THA Weeraphon Wichuma  | BUL Bojidar Andreev      | [ 15 ]        |

### Médio
- –75 kg (1920–1992)
- –76 kg (1996)
- –77 kg (2000–2016)
- –81 kg (2020)
- –89 kg (2024)

| Evento                | Ouro                       | Prata                  | Bronze                  |                      |
| --------------------- | -------------------------- | ---------------------- | ----------------------- | -------------------- |
| Antuérpia 1920        | FRA Henri Gance            | ITA Pietro Pianchi     | SWE Albert Pettersson   |                      |
| Paris 1924            | ITA Carlo Galimberti       | EST Alfred Neuland     | EST Jaan Kikkas         |                      |
| Amsterdã 1928         | FRA Roger François         | ITA Carlo Galimberti   | NED Guus Scheffer       |                      |
| Los Angeles 1932      | GER Rudolf Ismayr          | ITA Carlo Galimberti   | AUT Karl Hipfinger      |                      |
| Berlim 1936           | EGY Khadr El-Touni         | GER Rudolf Ismayr      | GER Adolf Wagner        |                      |
| Londres 1948          | USA Frank Spellman         | USA Peter George       | KOR Kim Sung-jip        |                      |
| Helsinque 1952        | USA Peter George           | CAN Gérard Gratton     | KOR Kim Sung-jip        |                      |
| Melbourne 1956        | URS Fiodor Bogdanovski     | USA Peter George       | ITA Ermanno Pignatti    |                      |
| Roma 1960             | URS Aleksandr Kurinov      | USA Tommy Kono         | HUN Győző Veres         |                      |
| Tóquio 1964           | TCH Hans Zdražila          | URS Viktor Kurentsov   | JPN Masashi Ouchi       |                      |
| Cidade do México 1968 | URS Viktor Kurentsov       | JPN Masashi Ouchi      | HUN Károly Bakos        |                      |
| Munique 1972          | BUL Iordan Bikov           | LBN Mohamed Tarabulsi  | ITA Anselmo Silvino     | [ 1 ]                |
| Montreal 1976         | BUL Iordan Mitkov          | URS Vartan Militossian | GDR Peter Wenzel        | [ 2 ]                |
| Moscou 1980           | BUL Assen Zlatev           | URS Aleksandr Pervi    | BUL Nedeltcho Kolev     | [ 3 ]                |
| Los Angeles 1984      | FRG Karl-Heinz Radschinsky | CAN Jacques Demers     | ROU Dragomir Cioroslan  | [ 4 ]                |
| Seul 1988             | BUL Borislav Guidikov      | GDR Ingo Steinhöfel    | BUL Aleksandar Varbanov | [ 5 ]                |
| Barcelona 1992        | EUN Tudor Casapu           | CUB Pablo Lara         | PRK Kim Myong-nam       | [ 6 ]                |
| Atlanta 1996          | CUB Pablo Lara             | BUL Ioto Iotov         | PRK Jon Chol-ho         | [ 7 ]                |
| Sydney 2000           | CHN Zhan Xugang            | GRE Viktor Mitrou      | ARM Arsen Melikian      | [ 8 ]                |
| Atenas 2004           | TUR Taner Sağır            | KAZ Serguei Filimonov  | TUR Reyhan Arabacıoğlu  | [ 9 ]                |
| Pequim 2008           | KOR Sa Jae-hyouk           | CHN Li Hongli          | ARM Guevorg Davtian     | [ 10 ]               |
| Londres 2012          | CHN Lu Xiaojun             | CHN Lu Haojie          | CUB Iván Cambar         | [ 11 ]               |
| Rio 2016              | vacante                    | CHN Lu Xiaojun         | EGY Mohamed Ihab        | [ 18 ] [ 19 ] [ 20 ] |
| Tóquio 2020           | CHN Lu Xiaojun             | DOM Zacarías Bonnat    | ITA Antonino Pizzolato  | [ 14 ]               |
| Paris 2024            | BUL Karlos Nassar          | COL Yeison López       | ITA Antonino Pizzolato  | [ 15 ]               |

### Pesado-ligeiro
- –82,5 kg (1920–1992)
- –83 kg (1996)
- –85 kg (2000–2016)
- Descontinuado (2020)

| Evento                | Ouro                  | Prata                      | Bronze                |               |
| --------------------- | --------------------- | -------------------------- | --------------------- | ------------- |
| Antuérpia 1920        | FRA Ernest Cadine     | SUI Fritz Hünenberger      | SWE Erik Pettersson   |               |
| Paris 1924            | FRA Charles Rigoulot  | SUI Fritz Hünenberger      | AUT Leopold Friedrich |               |
| Amsterdã 1928         | EGY El-Sayed Nosseir  | FRA Louis Hostin           | NED Jan Verheijen     |               |
| Los Angeles 1932      | FRA Louis Hostin      | DEN Svend Olsen            | USA Henry Duey        |               |
| Berlim 1936           | FRA Louis Hostin      | GER Eugen Deutsch          | EGY Ibrahim Wasif     |               |
| Londres 1948          | USA Stanley Stanczyk  | USA Harold Sakata          | SWE Gösta Magnusson   |               |
| Helsinque 1952        | URS Trofim Lomakin    | USA Stanley Stanczyk       | URS Arkadi Vorobiov   |               |
| Melbourne 1956        | USA Tommy Kono        | URS Vassili Stepanov       | USA James George      |               |
| Roma 1960             | POL Ireneusz Paliński | USA James George           | POL Jan Bochenek      |               |
| Tóquio 1964           | URS Rudolf Plukfelder | HUN Géza Tóth              | HUN Győző Veres       |               |
| Cidade do México 1968 | URS Boris Selitski    | URS Vladimir Belyaev       | POL Norbert Ozimek    |               |
| Munique 1972          | NOR Leif Jenssen      | POL Norbert Ozimek         | HUN György Horváth    | [ 1 ]         |
| Montreal 1976         | URS Valeri Chari      | BUL Trendafil Stoitchev    | HUN Péter Baczakó     | [ 2 ]         |
| Moscou 1980           | URS Iurik Vardanian   | BUL Blagoi Blagoev         | TCH Dušan Poliačik    | [ 3 ]         |
| Los Angeles 1984      | ROU Petre Becheru     | AUS Robert Kabbas          | JPN Ryoji Isaoka      | [ 4 ]         |
| Seul 1988             | URS Israil Arsamakov  | HUN István Messzi          | KOR Lee Kyung-kun     | [ 5 ]         |
| Barcelona 1992        | GRE Pyrros Dimas      | POL Krzysztof Siemion      | Não atribuída         | [ 6 ] [ 21 ]  |
| Atlanta 1996          | GRE Pyrros Dimas      | GER Marc Huster            | POL Andrzej Cofalik   | [ 7 ]         |
| Sydney 2000           | GRE Pyrros Dimas      | GER Marc Huster            | GEO Georgi Assanidze  | [ 8 ]         |
| Atenas 2004           | GEO Georgi Assanidze  | BLR Andrei Ribakou         | GRE Pyrros Dimas      | [ 9 ]         |
| Pequim 2008           | CHN Lu Yong           | ARM Tigran V. Martirossian | CUB Jadier Valladares | [ 10 ] [ 22 ] |
| Londres 2012          | POL Adrian Zieliński  | IRI Kianoush Rostami       | EGY Tarek Yehia       | [ 11 ] [ 23 ] |
| Rio 2016              | IRI Kianoush Rostami  | CHN Tian Tao               | KAZ Denis Ulanov      | [ 13 ] [ 24 ] |

### Meio-pesado
- –90 kg (1952–1992)
- –91 kg (1996)
- –94 kg (2000–2016)
- –96 kg (2020)
- Descontinuado (2024)

| Evento                | Ouro                    | Prata                   | Bronze                    |                      |
| --------------------- | ----------------------- | ----------------------- | ------------------------- | -------------------- |
| Helsinque 1952        | USA Norbert Schemansky  | URS Grigori Novak       | TRI Lennox Kilgour        |                      |
| Melbourne 1956        | URS Arkadi Vorobiov     | USA David Sheppard      | FRA Jean Debuf            |                      |
| Roma 1960             | URS Arkadi Vorobiov     | URS Trofim Lomakin      | GBR Louis Martin          |                      |
| Tóquio 1964           | URS Vladimir Golovanov  | GBR Louis Martin        | POL Ireneusz Paliński     |                      |
| Cidade do México 1968 | FIN Kaarlo Kangasniemi  | URS Jaan Talts          | POL Marek Gołąb           |                      |
| Munique 1972          | BUL Andon Nikolov       | BUL Atanas Chopov       | SWE Hans Bettembourg      | [ 1 ]                |
| Montreal 1976         | URS David Riguert       | USA Lee James           | BUL Atanas Chopov         | [ 2 ]                |
| Moscou 1980           | HUN Péter Baczakó       | BUL Rumen Aleksandrov   | GDR Frank Mantek          | [ 3 ]                |
| Los Angeles 1984      | ROU Nicu Vlad           | ROU Dumitru Petre       | GBR David Mercer          | [ 4 ]                |
| Seul 1988             | URS Anatoli Khrapati    | URS Nail Mukhamediarov  | POL Sławomir Zawada       | [ 5 ]                |
| Barcelona 1992        | EUN Akakios Kakiasvilis | EUN Serguei Sirtsov     | POL Sergiusz Wołczaniecki | [ 6 ]                |
| Atlanta 1996          | RUS Aleksei Petrov      | GRE Leonidas Kokas      | GER Oliver Caruso         | [ 7 ]                |
| Sydney 2000           | GRE Akakios Kakiasvilis | POL Szymon Kołecki      | RUS Aleksei Petrov        | [ 8 ]                |
| Atenas 2004           | BUL Milen Dobrev        | RUS Khadjimurad Akkaiev | RUS Eduard Tiukin         | [ 9 ]                |
| Pequim 2008           | POL Szymon Kołecki      | GEO Arsen Kasabijew     | CUB Yoandry Hernández     | [ 10 ] [ 25 ] [ 26 ] |
| Londres 2012          | IRI Saeid Mohammadpour  | KOR Kim Min-jae         | POL Tomasz Zieliński      | [ 11 ] [ 25 ] [ 27 ] |
| Rio 2016              | IRI Sohrab Moradi       | BLR Vadzim Straltsou    | LTU Aurimas Didžbalis     | [ 13 ]               |
| Tóquio 2020           | QAT Fares Ibrahim       | VEN Keydomar Vallenilla | GEO Anton Pliesnoi        | [ 14 ]               |

### Sub-pesado
Também denominada peso-pesado I (first-heavyweight) em 1984.
- –100 kg (1980–1992)
- –99 kg (1996)
- Descontinuado (2000)

| Evento           | Ouro                    | Prata                | Bronze                |       |
| ---------------- | ----------------------- | -------------------- | --------------------- | ----- |
| Moscou 1980      | TCH Ota Zaremba         | URS Igor Nikitin     | CUB Alberto Blanco    | [ 3 ] |
| Los Angeles 1984 | FRG Rolf Milser         | ROU Vasile Groapă    | FIN Pekka Niemi       | [ 4 ] |
| Seul 1988        | URS Pavel Kuznetsov     | ROU Nicu Vlad        | FRG Peter Immesberger | [ 5 ] |
| Barcelona 1992   | EUN Viktor Tregubov     | EUN Timur Taimazov   | POL Waldemar Malak    | [ 6 ] |
| Atlanta 1996     | GRE Akakios Kakiasvilis | KAZ Anatoli Khrapati | UKR Denis Gotfrid     | [ 7 ] |

### Pesado
- +82,5 kg (1920–1948)
- +90 kg (1952–1968)
- –110 kg (1972–1992)
- –108 kg (1996)
- –105 kg (2000–2016)
- –109 kg (2020)
- –102 kg (2024)

| Evento                | Ouro                    | Prata                    | Bronze                   |               |
| --------------------- | ----------------------- | ------------------------ | ------------------------ | ------------- |
| Antuérpia 1920        | ITA Filippo Bottino     | LUX Joseph Alzin         | FRA Louis Bernot         |               |
| Paris 1924            | ITA Giuseppe Tonani     | AUT Franz Aigner         | EST Harald Tammer        |               |
| Amsterdã 1928         | GER Josef Straßberger   | EST Arnold Luhaäär       | TCH Jaroslav Skobla      |               |
| Los Angeles 1932      | TCH Jaroslav Skobla     | TCH Václav Pšenička      | GER Josef Straßberger    |               |
| Berlim 1936           | GER Josef Manger        | TCH Václav Pšenička      | EST Arnold Luhaäär       |               |
| Londres 1948          | USA John Davis          | USA Norbert Schemansky   | NED Abraham Charité      |               |
| Helsinque 1952        | USA John Davis          | USA James Bradford       | ARG Humberto Selvetti    |               |
| Melbourne 1956        | USA Paul Anderson       | ARG Humberto Selvetti    | ITA Alberto Pigiani      |               |
| Roma 1960             | URS Iúri Vlássov        | USA James Bradford       | USA Norbert Schemansky   |               |
| Tóquio 1964           | URS Leonid Jabotinski   | URS Iúri Vlássov         | USA Norbert Schemansky   |               |
| Cidade do México 1968 | URS Leonid Jabotinski   | BEL Serge Reding         | USA Joseph Dube          |               |
| Munique 1972          | URS Jaan Talts          | BUL Aleksandar Kraitchev | GDR Stefan Grützner      | [ 1 ]         |
| Montreal 1976         | URS Iúri Záitsev        | BUL Krastio Semerdjiev   | POL Tadeusz Rutkowski    | [ 2 ]         |
| Moscou 1980           | URS Leonid Taranenko    | BUL Valentin Khristov    | HUN György Szalai        | [ 3 ]         |
| Los Angeles 1984      | ITA Norberto Oberburger | ROU Stefan Tasnadi       | USA Guy Carlton          | [ 4 ]         |
| Seul 1988             | URS Iúri Zakharevitch   | HUN József Jacsó         | GDR Ronny Weller         | [ 5 ]         |
| Barcelona 1992        | GER Ronny Weller        | EUN Artur Akoiev         | BUL Stefan Botev         | [ 6 ]         |
| Atlanta 1996          | UKR Timur Taimazov      | RUS Serguei Sirtsov      | ROU Nicu Vlad            | [ 7 ]         |
| Sydney 2000           | IRI Hossein Tavakoli    | BUL Alan Tsagaev         | QAT Said Saif Asaad      | [ 8 ]         |
| Atenas 2004           | RUS Dmitri Berestov     | UKR Igor Razoronov       | RUS Gleb Pissarevski     | [ 9 ]         |
| Pequim 2008           | BLR Andrei Aramnau      | RUS Dmitri Klokov        | POL Marcin Dołęga        | [ 10 ] [ 26 ] |
| Londres 2012          | IRI Navab Nassirshalal  | POL Bartłomiej Bonk      | UZB Ivan Efremov         | [ 11 ] [ 28 ] |
| Rio 2016              | UZB Ruslan Nurudinov    | ARM Simon Martirossian   | KAZ Aleksandr Zaitchikov | [ 13 ]        |
| Tóquio 2020           | UZB Akbar Djuraev       | ARM Simon Martirossian   | LAT Artūrs Plēsnieks     | [ 14 ]        |
| Paris 2024            | CHN Liu Huanhua         | UZB Akbar Djuraev        | AIN Yauheni Tsikhantsou  | [ 15 ]        |

### Superpesado
- +110 kg (1972–1992)
- +108 kg (1996)
- +105 kg (2000–2016)
- +109 kg (2020)
- +102 kg (2024)

| Evento           | Ouro                     | Prata                    | Bronze                  |                      |
| ---------------- | ------------------------ | ------------------------ | ----------------------- | -------------------- |
| Munique 1972     | URS Vassili Alekseiev    | FRG Rudolf Mang          | GDR Gerd Bonk           | [ 1 ]                |
| Montreal 1976    | URS Vassili Alekseiev    | GDR Gerd Bonk            | GDR Helmut Losch        | [ 2 ]                |
| Moscou 1980      | URS Sultan Rakhmanov     | GDR Jürgen Heuser        | POL Tadeusz Rutkowski   | [ 3 ]                |
| Los Angeles 1984 | AUS Dean Lukin           | USA Mario Martinez       | FRG Manfred Nerlinger   | [ 4 ]                |
| Seul 1988        | URS Aleksandr Kurlovitch | FRG Manfred Nerlinger    | FRG Martin Zawieja      | [ 5 ]                |
| Barcelona 1992   | EUN Aleksandr Kurlovitch | EUN Leonid Taranenko     | GER Manfred Nerlinger   | [ 6 ]                |
| Atlanta 1996     | RUS Andrei Tchemerkin    | GER Ronny Weller         | AUS Stefan Botev        | [ 7 ]                |
| Sydney 2000      | IRI Hossein Rezazadeh    | GER Ronny Weller         | RUS Andrei Tchemerkin   | [ 8 ]                |
| Atenas 2004      | IRI Hossein Rezazadeh    | LAT Viktors Ščerbatihs   | BUL Velitchko Tcholakov | [ 9 ]                |
| Pequim 2008      | GER Matthias Steiner     | RUS Ievgueni Tchiguichev | LAT Viktors Ščerbatihs  | [ 10 ]               |
| Londres 2012     | IRI Behdad Salimi        | IRI Sajjad Anoushiravani | KOR Jeon Sang-guen      | [ 11 ] [ 29 ] [ 30 ] |
| Rio 2016         | GEO Lasha Talakhadze     | ARM Gor Minassian        | GEO Irakli Turmanidze   | [ 13 ]               |
| Tóquio 2020      | GEO Lasha Talakhadze     | IRI Ali Davoudi          | SYR Man Asaad           | [ 14 ]               |
| Paris 2024       | GEO Lasha Talakhadze     | ARM Varazdat Lalaian     | BRN Gor Minassian       | [ 15 ]               |

## Outros eventos descontinuados

### Levantamento com uma mão
| Evento                                     | Ouro                    | Prata                    | Bronze                         |  |
| ------------------------------------------ | ----------------------- | ------------------------ | ------------------------------ |  |
| Atenas 1896                                | GBR Launceston Elliot   | DEN Viggo Jensen         | GRE Alexandros Nikolopoulos    |  |
| Atenas 1906 (Jogos Olímpicos Intercalares) | Josef Steinbach Áustria | Tullio Camillotti Itália | Heinrich Schneidereit Alemanha |  |

### Levantamento com duas mãos
| Evento                                     | Ouro                              | Prata                             | Bronze                                                                                    |  |
| ------------------------------------------ | --------------------------------- | --------------------------------- | ----------------------------------------------------------------------------------------- |  |
| Atenas 1896                                | DEN Viggo Jensen                  | GBR Launceston Elliot             | GRE Sotirios Versis                                                                       |  |
| Paris 1900                                 | Não incluído no programa olímpico | Não incluído no programa olímpico | Não incluído no programa olímpico                                                         |  |
| St. Louis 1904                             | GRE Perikles Kakousis             | USA Oscar Osthoff                 | USA Frank Kugler                                                                          |  |
| Atenas 1906 (Jogos Olímpicos Intercalares) | Dimitrios Tofalos Grécia          | Josef Steinbach Áustria           | Alexandre Maspoli · França · Heinrich Rondi · Alemanha · Heinrich Schneidereit · Alemanha |  |

### Haltere geral
| Evento         | Ouro              | Prata                 | Bronze           |  |
| -------------- | ----------------- | --------------------- | ---------------- |  |
| St. Louis 1904 | USA Oscar Osthoff | USA Frederick Winters | USA Frank Kugler |  |

## Mais bem-sucedidos
Triplos campeões olímpicos
- Naim Süleymanoğlu — ouro em 1988, 1992 e 1996
- Pyrros Dimas — ouro em 1992, 1996 e 2000
- Akakios Kakiasvilis — ouro em 1992, 1996 e 2000
- Halil Mutlu — ouro em 1996, 2000 e 2004
- Lu Xiaojun — ouro em 2012, 2016* e 2021 (*medalha não oficialmente realocada)[19]
- Lasha Talakhadze — ouro em 2016, 2021 e 2024

Pelo maior número de medalhas (quatro)
- Pyrros Dimas — ouro em 1992, 1996 e 2000, bronze em 2004
- Ronny Weller — bronze em 1988, ouro em 1992, prata em 1996 e 2000
- Nikolaj Pešalov (Nikolai Pechalov) — prata em 1992, bronze em 1996 e 2004, ouro em 2000
- Norbert Schemansky — prata em 1948, ouro em 1952, bronze em 1960 e 1964
- Eko Yuli Irawan — bronze em 2008 e 2012, prata em 2016 e 2020

### Geral
- «Weightlifting medalists» (em inglês). www.hickoksports.com. Arquivado do original em 26 de dezembro de 2007

1. 1 2 3 4 5 6 7 8 9  «Official Report of the Organizing Committee for the Games of the XXth Olympiad Munich 1972» (PDF). Volume 3: The competitions. pp. 160–169. Arquivado do original (PDF) em 25 de fevereiro de 2009
2. 1 2 3 4 5 6 7 8 9  «Official Report of the Games of the XXI Olympiad 1976 Montreal» (PDF). Volume 3 Results. pp. 314–328. Arquivado do original (PDF) em 30 de setembro de 2007
3. 1 2 3 4 5 6 7 8 9 10  «Official Report of the Games of the XXII Olympiad Moscow 1980» (PDF). Volume 3: Participants and Results. pp. 323–339. Arquivado do original (PDF) em 27 de setembro de 2007
4. 1 2 3 4 5 6 7 8 9 10 11  «Official Report of the Games of the XXIIIrd Olympiad, Los Angeles, 1984» (PDF). Volume 2: Competition Summary and Results. pp. 559–565. Arquivado do original (PDF) em 14 de junho de 2007
5. 1 2 3 4 5 6 7 8 9 10  «Official Report of the Games of the XXIVth Olympiad Seoul 1988» (PDF). Volume 2: Competition Summary and Results. pp. 631–638. Arquivado do original (PDF) em 21 de junho de 2007
6. 1 2 3 4 5 6 7 8 9 10  «Official Report of the Games of the XXV 1992 Barcelona» (PDF). Volume 5: The Results. pp. 441–446. Arquivado do original (PDF) em 27 de setembro de 2007
7. 1 2 3 4 5 6 7 8 9 10  «The Official Report of the Centennial Olympic Games 1996 Atlanta» (PDF). Volume III: The Competition Results. pp. 432–436. Arquivado do original (PDF) em 14 de junho de 2007
8. 1 2 3 4 5 6 7 8  «Official report of the XXVII Olympiad: Results (Weightlifting)» (PDF). Sydney Organising Committee for the Olympic Games. Arquivado do original (PDF) em 9 de abril de 2008
9. 1 2 3 4 5 6 7 8  «Official Result Book – Weightlifting – Athens 2004» (PDF). Cópia arquivada em 17 de outubro de 2022
10. 1 2 3 4 5 6 7 8  Schödl, Gottfried. «IWF Annual Book 2008» (PDF) (em inglês). IWF. pp. 38–43. Arquivado do original (PDF) em 24 de maio de 2010
11. 1 2 3 4 5 6 7 8  «Weightlifting Official Results Book. Official Report of the XXIX Olympiad». digital.la84.org
12. ↑  «IOC SANCTIONS THREE ATHLETES FOR FAILING ANTI-DOPING TESTS AT LONDON 2012» (em inglês). Comitê Olímpico Internacional. 29 de março de 2019. Consultado em 24 de abril de 2019
13. 1 2 3 4 5 6 7  «Results Book – Weightlifting – Rio 2016» (PDF). Cópia arquivada em 13 de agosto de 2024
14. 1 2 3 4 5 6 7  «Medallists by Bodyweight Category – Weightlifting» (PDF). Olympics.com. Arquivado do original (PDF) em 15 de setembro de 2020
15. 1 2 3 4 5  «Weightlifting – Medallists by Event» (PDF) (em inglês). Olympics.com. Arquivado do original (PDF) em 17 de agosto de 2024
16. ↑  «IOC SANCTIONS SIX ATHLETES FOR FAILING ANTI-DOPING TESTS AT BEIJING 2008» (em inglês). Comitê Olímpico Internacional. 31 de agosto de 2016. Consultado em 6 de setembro de 2016
17. ↑  «IOC SANCTIONS THREE ATHLETES FOR FAILING ANTI-DOPING TESTS AT LONDON 2012» (em inglês). Comitê Olímpico Internacional. 25 de novembro de 2020. Consultado em 4 de dezembro de 2020
18. ↑  «More shame for weightlifting as memorable Rio 2016 contest exposed as a sham». insidethegames.biz. 22 de março de 2022
19. 1 2  «Rio 2016 77kg men results - Olympic weightlifting». Consultado em 26 de dezembro de 2024
20. ↑  «Olympic Games Rio 2016 re-analysis – the ITA notifies two weightlifters of potential anti-doping rule violations». 17 de julho de 2024
21. ↑  «Weightlifter banned for life after refusing his medal». tampabay.com. 2 de agosto de 1992
22. ↑  «IOC SANCTIONS NINE ATHLETES FOR FAILING ANTI-DOPING TEST AT BEIJING 2008» (em inglês). Comitê Olímpico Internacional. 26 de outubro de 2016. Consultado em 2 de novembro de 2016
23. ↑  «IOC SANCTIONS TWO ATHLETES FOR FAILING ANTI-DOPING TEST AT LONDON 2012» (em inglês). Comitê Olímpico Internacional. 18 de outubro de 2016. Consultado em 23 de outubro de 2016
24. ↑  «THE ANTI-DOPING DIVISION OF THE COURT OF ARBITRATION FOR SPORT ISSUES DECISIONS IN THE CASES OF GABRIEL SINCRAIAN (ROM/WEIGHTLIFTING -85KG) AND MISHA ALOIAN (RUS/BOXING -52KG)» (PDF) (em inglês). Tribunal Arbitral do Esporte. 8 de dezembro de 2016. Consultado em 14 de dezembro de 2017
25. 1 2  «IOC SANCTIONS SEVEN ATHLETES FOR FAILING ANTI-DOPING TESTS AT BEIJING 2008 AND LONDON 2012» (em inglês). Comitê Olímpico Internacional. 25 de novembro de 2016. Consultado em 4 de abril de 2017
26. 1 2  «IOC SANCTIONS 16 ATHLETES FOR FAILING ANTI-DOPING TESTS AT BEIJING 2008» (em inglês). Comitê Olímpico Internacional. 17 de novembro de 2016. Consultado em 19 de dezembro de 2016
27. ↑  «IOC SANCTIONS 12 ATHLETES FOR FAILING ANTI-DOPING TEST AT LONDON 2012» (em inglês). Comitê Olímpico Internacional. 21 de novembro de 2016. Consultado em 18 de março de 2017
28. ↑  «IOC SANCTIONS ONE ATHLETE FOR FAILING ANTI-DOPING TESTS AT LONDON 2012» (em inglês). Comitê Olímpico Internacional. 19 de dezembro de 2019. Consultado em 29 de maio de 2020
29. ↑  «Atleta russo medalhista de bronze em Londres-2012 é suspenso por doping2». Terra. 13 de novembro de 2017. Consultado em 10 de dezembro de 2017
30. ↑  «IOC Executive Board approves medal reallocation from Olympic Games London 2012» (em inglês). Comitê Olímpico Internacional. 19 de março de 2024. Consultado em 29 de março de 2024